# Joan Trumpauer Mulholland
Joan Trumpauer Mulholland (Washington, 14 settembre 1941) è un'attivista statunitense.
Proveniente da una famiglia razzista del Sud, nel 1961 Joan scelse di aderire alla lotta contro la segregazione razziale negli Stati Uniti d'America, unendosi al Movimento per i diritti civili e ai Freedom Riders.

## Biografia
Joan Mulholland, nata Joan Trumpauer, nasce a Washington ma vive e cresce nella contea di Arlington in Virginia, in una famiglia originaria della Georgia dove i bisnonni erano stati schiavisti fino alla guerra civile americana. La famiglia di Joan, seppur non ricca, ha una governante nera che cresce Joan nei primi mesi di vita, durante la malattia della madre.
Joan viene cresciuta con un'educazione cristiana, frequenta regolarmente la chiesa presbiteriana e il catechismo. La moralità insegnata in chiesa era in diretto contrasto con la segregazione praticata. L'esperienza che le fece aprire letteralmente gli occhi fu quando, in occasione di una visita alla famiglia in Georgia, Joan con un'amica d'infanzia arrivarono in una cittadina "negra" posta oltre la ferrovia: "Nessuno ci rivolgeva la parola, ma il modo in cui tutti si facevano quasi invisibili mi dimostrava come non si ritenessero alla mia altezza". Così a 10 anni, Joan si accorge del divario economico tra le razze e in quel momento si ripromette che avrebbe fatto qualcosa per cambiare il mondo.

### Attivismo
Il suo attivismo genera tensione in famiglia e la allontana dalla madre, che non voleva che stesse con persone "di colore". Per gli studi universitari la obbligarono a frequentare l'Università Duke in Carolina del Nord, invece di qualche università dell'Ohio o del Kentucky. Nella primavera del 1960 Joan partecipa al primo di molti sit-in, ma in quanto donna bianca e del sud il suo attivismo per i diritti civili non venne accettato e venne perciò arrestata e sottoposta a esami psichiatrici. Il movimento per i diritti civili divenne la sua casa, mentre venne disconosciuta dalla famiglia e anche dal padre che, pur non essendo razzista quanto la madre, era preoccupato che la figlia venisse uccisa a causa del coinvolgimento nel movimento.

#### Freedom Riders
Nell'estate del 1961 si era unita ai Freedom Riders, gli attivisti che per far rispettare la legge che vietava la segregazione sugli autobus, avevano deciso di attraversare in pullman tutti gli stati del sud. Il viaggio era stato bloccato in Mississippi, dove i Freedom Riders vennero prima duramente malmenati da alcuni appartenenti al Ku Klux Klan armati di mazze e tubi di ferro e poi arrestati dalla polizia locale. Condotti in carcere furono sottoposti a trattamenti profondamente umilianti. Le donne, in particolare, vennero denudate e costrette a subire invasivi esami vaginali. Divisi l’uno dagli altri, gli attivisti vennero poi condotti nelle celle del braccio della morte e qui tenuti per quasi un mese in condizioni disumane.

#### Marcia su Washington per il lavoro e la libertà
Il 28 agosto 1963 Joan Mulholland contribuì a organizzare la celebre marcia su Washington per il lavoro e la libertà, manifestazione che fu una grande manifestazione politica a sostegno dei diritti civili ed economici per gli afroamericani. Gli osservatori stimano che il 75-80% dei manifestanti fossero neri, mentre il resto era costituita da bianchi o altre minoranze. In quest'occasione il leader afro-americano Martin Luther King pronunciò al Lincoln Memorial il suo storico discorso I have a dream, sostenendo l'armonia razziale.

#### Anni successivi
Ha lavorato per lo Smithsonian Institution, il Dipartimento del Commercio e quello della Giustizia degli Stati Uniti, prima di dedicarsi all'insegnamento della lingua inglese agli stranieri.
Madre di cinque figli, dal 2007 si è ritirata a vivere in Virginia.

## Eredità

### Documentari
Nel documentario del PBS, Freedom Riders (trasmesso il 16 maggio 2011), Mulholland è presentata come una delle 40 ex studenti universitari provenienti da tutti gli Stati Uniti che hanno intrapreso un viaggio in autobus da Washington a New Orleans, il 6-16 maggio 2011, ripercorrendo il percorso originale dei Freedom Riders. Nella sua intervista ai Freedom Riders, ricorda le condizioni terribili di Parchman.
Loki Mulholland, suo figlio, ha prodotto un documentario pluripremiato, An Ordinary Hero: The True Story of Joan Trumpauer Mulholland (2013).

### Fondazione
La The Joan Trumpauer Mulholland Foundation si dedica all'educazione dei giovani sul movimento per i diritti civili e su come diventare attivisti nelle loro comunità.

### Incontri
Joan viaggia anche diverse volte l'anno per proiettare il suo documentario e poi interagire con gli studenti attraverso domande e risposte. Nel 2015 ha pianificato 45 eventi, tra cui Q&A, visite al college e apparizioni speciali nelle biblioteche di tutti gli Stati Uniti.